# Gauliga Niederschlesien
Gauliga Niederschlesien byla jedna z mnoha skupin Gauligy, nejvyšší fotbalové soutěže na území Německa v letech 1933 – 1945. Vytvořena byla v roce 1941 vyčleněním z Gauligy Schlesien. Pořádala se na území Slezska. Vítězové jednotlivých skupin Gauligy postupovali do celostátní soutěže, která trvala necelý měsíc, v níž se kluby utkávaly vyřazovacím způsobem.
Zanikla v roce 1945 po pádu nacistického Německa. Po jeho zániku připadlo území Slezska obnovenému Polsku.

## Nejlepší kluby v historii - podle počtu titulů
Zdroj: 
| Vítězové nejvyšší ligové soutěže |        |                 |
| Klub                             | Tituly | Vítězné ročníky |
| Breslauer SpVgg 02               | 1      | 1942            |
| LSV Reinecke Brieg               | 1      | 1943            |
| STC Hirschberg                   | 1      | 1944            |

## Vítězové jednotlivých ročníků
Zdroj: 
| Gauliga Niederschlesien (1941 – 1945)                                                                    |                        |                                 |               |
| Ročník                                                                                                   | Vítěz Gauligy          | Umístění v německém mistrovství | Německý mistr |
| 1941 – 1942                                                                                              | Breslauer SpVgg 02 (1) | Osmifinále                      | FC Schalke 04 |
| 1942 – 1943                                                                                              | LSV Reinecke Brieg (1) | Osmifinále                      | Dresdner SC   |
| 1943 – 1944                                                                                              | STC Hirschberg (1)     | Osmifinále                      | Dresdner SC   |
| • Gauliga byla v sezóně 1944/45 zrušena, a to kvůli přesunutí bojů druhé světové války na území Německa. |                        |                                 |               |